# Estación Peralta
Peralta es una estación de ferrocarril ubicada en las áreas rurales de los partidos de Coronel Pringles y Tornquist, Provincia de Buenos Aires, Argentina.

## Servicios
Es una estación del ramal perteneciente al Ferrocarril General Roca. Desde junio de 2016 no presta servicios de pasajeros.
Por sus vías corren trenes de carga de la empresa Ferrosur Roca.

## Ubicación
Se encuentra a 17 km al este de la ciudad de Sierra de la Ventana, justo en el límite entre los partidos de Tornquist y Coronel Pringles.